# رسم الفالح
رسم الفالح قرية سوريّة تتبع إداريّاً لمحافظة حلب منطقة منبج ناحية خفسة، بلغ تعداد سكانها (609) نسمة حسب التعداد السكاني لعام 2004.